# Avenue David-Weill
L'avenue David-Weill est une voie du 14e arrondissement de Paris située dans le quartier du Parc-de-Montsouris.

## Situation et accès
L'avenue David-Weill est desservie à proximité par la ligne 3a du tramway d'Île-de-France à la station Montsouris.

## Origine du nom
Elle porte le nom du mécène et philanthrope David David-Weill (1871-1952) en raison de la proximité de la Cité internationale universitaire de Paris dont il a favorisé financièrement le développement.

## Historique
Cette voie est ouverte en 1929 sur l'emplacement des bastions nos 81 et 82 de l'enceinte de Thiers, sous le nom d'« avenue de la Porte-d'Arcueil », et prend, le 17 février 1960, le nom d'« avenue David-Weill ».

## Bâtiments remarquables et lieux de mémoire
- L'avenue, constituée de deux allées séparées par une pelouse centrale, longe la Cité internationale universitaire de Paris et débouche sur le parc Montsouris.
- La sculpture contemporaine, Tchaïkovski de Claude Lévêque, réalisée sur les bâtiments de l'aqueduc de la Vannes et du Loing lors de l'aménagement urbain de la ligne 3a du tramway d'Île-de-France.

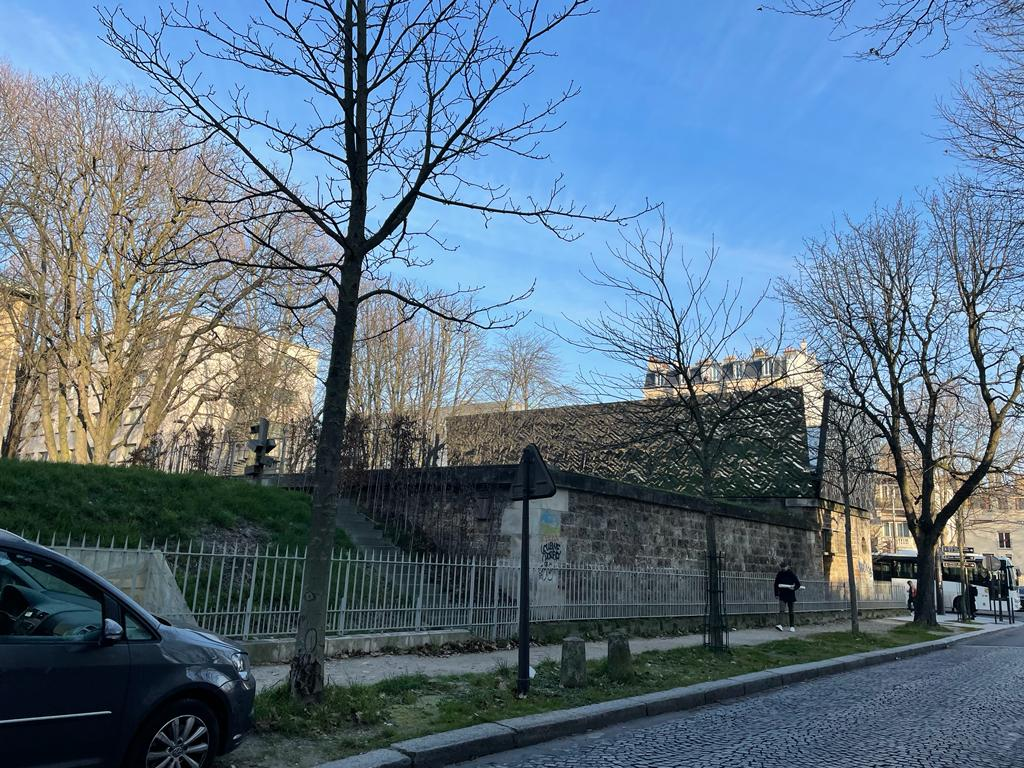
Vestige de l'enceinte de Thiers.

- Vestige de l'enceinte de Thiers.Dans la partie ouest de l’avenue, derrière le bâtiment des aqueducs de la Vanne et du Loing , subsistent des éléments de la porte d'Arcueil de l’enceinte de Thiers[2].

| |  |  |
| À gauche, vue de l'allée orientale en direction du périphérique et, à droite, vue de l'allée occidentale en direction du boulevard Jourdan. |  |  |